# 邵店镇 (上蔡县)
邵店乡，是中华人民共和国河南省驻马店市上蔡县下辖的一个乡镇级行政单位。

## 行政区划
邵店乡下辖以下地区：
集北村、王彭楼村、卜庄村、小楼庄村、西岗村、邵店村、庙王村、高李村、刘岳村、籽粒村、前杨村、后杨村、十里铺村、丁楼村、石佛村、郭屯村、尹赵村、刘庄村、上岗村和袁寨村。